# Неаполитански лук
Неаполитанските лукове (Allium neapolitanum) са вид растения от семейство Кокичеви (Amaryllidaceae).
Таксонът е описан за пръв път от италианския естественик Доменико Чирило през 1788 година.